# Aleksiej Kowalow (żołnierz)
Aleksiej Leontjewicz Kowalow (ros. Алексей Леонтьевич Ковалёв; ur. 10 maja 1925 w miejscowości Burlin w obwodzie zachodniokazachstańskim, zm. 7 września 1997 w Kijowie) – radziecki wojskowy, podpułkownik, uwieczniony przez Jewgienija Chałdieja na fotografii Sztandar nad Reichstagiem 2 maja 1945.

## Życiorys
Urodził się w rodzinie chłopskiej. Miał wykształcenie średnie, pracował w kołchozie, w 1942 został powołany do Armii Czerwonej. Od grudnia 1942 uczestniczył w wojnie z Niemcami, walczył m.in. na ziemiach polskich i na terytorium Niemiec w składzie 83 samodzielnej gwardyjskiej kompanii zwiadowczej 82 Gwardyjskiej Dywizji Piechoty 8 Gwardyjskiej Armii 1 Frontu Białoruskiego w stopniu młodszego sierżanta. W nocy na 15 grudnia 1944 podczas walk w rejonie Grabowa Zaleśnego zniszczył granatami karabin maszynowy wroga, zabijając dwóch niemieckich żołnierzy; został za to odznaczony Orderem Sławy III klasy. 29 marca 1945 w rejonie Kostrzyna przy odpieraniu kontrataku wroga granatami i ogniem z automatu zabił ok. 10 żołnierzy wroga, za co został przedstawiony do odznaczenia Orderem Sławy II klasy. 28 i 29 kwietnia 1945 podczas walk w Berlinie, biorąc udział w atakowaniu zajmowanego przez niemieckich żołnierzy wroga, zabił co najmniej 10 wrogów, a dwóch wziął do niewoli. 2 maja 1945 zawiesił czerwony sztandar nad Reichstagiem i został sfotografowany wraz z dwoma innymi żołnierzami przez Jewgienija Chałdieja. W 1950 został zdemobilizowany, w listopadzie 1951 ponownie powołany do armii, służył w zarządzie ochrony pożarowej Kijowa, w 1988 zwolniono go do rezerwy w stopniu podpułkownika.

## Odznaczenia
- Order Wojny Ojczyźnianej I klasy
- Order Czerwonej Gwiazdy
- Order Sławy I klasy (15 maja 1946)
- Order Sławy II klasy (18 maja 1945)
- Order Sławy III klasy (21 grudnia 1944)

I medale.